# کب مو
کوین روزولت مور (به انگلیسی: Kevin Roosevelt Moore) که بیشتر با نام هنری‌اش کب مو شناخته می‌شود، خواننده، ترانه‌سرا و گیتاریست اهل کشور آمریکاست که از سال ۱۹۸۰ فعالیت خود را آغاز کرده‌است. سبک آثار او بیشتر دلتا بلوز و کانتری بلوز است و سبک پست-مدرن بلوز او تأثیر گرفته از سبک‌هایی چون فولک، راک، جاز و پاپ است. او علاوه بر نواختن گیتار، در نواختن سازدهنی، ماندولین، بانجو و کیبورد نیز مهارت دارد. او تاکنون موفق به دریافت ۵ جایزه گرمی شده‌است.
از آثار او می‌توان به آهنگ کارها را به زنان بسپارید از آلبوم اوکلاهاما اشاره کرد.